# Chorvatská liga ledního hokeje 1998/1999
Chorvatská liga ledního hokeje 1998/1999 byla osmou sezónou Chorvatské hokejové ligy v Chorvatsku, které se zúčastnily celkem 4 týmy. Ze soutěže se nesestupovalo.

## Systém soutěže
V základní části každé družstvo odehrálo 9 zápasů. Všechny týmy po skončení základní části postoupily do playoff. Semifinále a finále se hrálo na 2 vítězná utkání, poražené týmy v semifinále hrály o třetí místo na dvě vítězná utkání. Postupující do finále hráli na tři vítězná utkání.

## Základní část
| Vysvětlivka            |
| ---------------------- |
| Postupující do playoff |

| Poř. | Tým                | Z | V | R | P | VG | OG | B  |
| ---- | ------------------ | - | - | - | - | -- | -- | -- |
| 1.   | KHL Medveščak      | 9 | 7 | 0 | 2 | 64 | 27 | 14 |
| 2.   | KHL Zagreb         | 9 | 6 | 0 | 3 | 49 | 32 | 12 |
| 3.   | KHL Mladost Zagreb | 9 | 5 | 0 | 4 | 52 | 36 | 10 |
| 4.   | HK INA Sisak       | 9 | 0 | 0 | 9 | 28 | 98 | 0  |

## Playoff

### Pavouk
|  | Semifinále | Semifinále         | Semifinále |  |  | Finále | Finále        | Finále |
|  |            |                    |            |  |  |        |               |        |
|  | 1          | KHL Medveščak      | 2          |  |  |        |               |        |
|  | 4          | HK INA Sisak       | 0          |  |  |        |               |        |
|  |            |                    |            |  |  | 1      | KHL Medveščak | 3      |
|  |            |                    |            |  |  | 2      | KHL Zagreb    | 0      |
|  | 2          | KHL Zagreb         | 2          |  |  |        |               |        |
|  | 3          | KHL Mladost Zagreb | 1          |  |  |        |               |        |

### Semifinále
- KHL Medveščak – HK INA Sisak 2:0 (14:5,5:0)
- KHL Zagreb – KHL Mladost Zagreb 2:1 (2:5,6:4,4:1)

### O třetí místo
- KHL Mladost Zagreb – HK INA Sisak 2:0 (5:0 kontumace,5:0 kontumace)

### Finále
- KHL Medveščak – KHL Zagreb 3:0 (8:4,3:1,5:4)